# Лепеница (притока Велике Мораве)
Лепеница је највећа и најзначајнија река града Крагујевца и истоимене историјске области. Извире на Гледићким планинама код брда Столице у Голочелу, а улива се у Велику Мораву као лева притока код Лапова. Од извора Студенца тече од југозапада у правцу североистока кроз Крагујевачку котлину до брда Шупљаја у Бадњевцу, затим тече према истоку кроз Бадњевачку котлину, а од Јерининог брда у Градцу кроз великоморавску долину.
Дужина тока Лепенице је 48 km. Раније је дужина тока износила 60 km јер је Лепеница текла упоредо са током Мораве поред Лапова и Марковца. Међутим, од велике поплаве 1897. године, она је код Рогота скренула ток према истоку. Тиме је скратила првобитни ток за 12 km.
Лепеница просечно даје близу 3 m³ воде Великој Морави. При ниском водостају, за време већих суша, Лепеницом тече око 30 литара воде у секунди. Највећи водостај забележен је од 920.000 литара у секунди.
На подручју Града Крагујевца Лепеница прима своје највеће притоке у Крагујевачкој котлини: Драчку реку, Дивостински поток, Ердоглијски поток, Сушички поток, Петровачку реку и Цветојевачки поток с леве стране, а Грошничку реку, Ждраљицу, Бреснички поток и Кормански поток с десне стране.

## Слив Лепенице
Слив реке Лепенице простире се на 638,9 km². Слив је до 1987. године био 926 km², али је те године због поплаве дошло до промене тока када је и дужина реке смањена. Тада је Лепеница изгубила своју највећу притоку Рачу и смањила површину слива за 287,1 km². Слив Лепенице има повољан географски положај и налази се на територији града Крагујевца, и општина Баточине и Лапова. 
Најсевернија тачка слива је у Липарићу који је засеок села Црни Као, а најјужнија тачка представља Дуленски Црни врх који се налази на 897 m на Гледићким планинама. Истовремено то је највиша тачка у сливу, док је са 99 m најнижа тачка ушће Лепеницу у Велику Мораву код Лапова.

## Хидрологија
Лепеница се састоји из горњег, средњег и доњег речног тока. Горњи ток обухвата извор Лепенице на Гледићким планинама у атару села Голочело на надморској висини 380 m. Код самог извора делимично су очуване шуме храста и букве. Лепеница има уско корито на самом почетку горњег тока, да би се проширио код Корићана. У горњем току у Лепеницу се уливају њене најважније притоке Грошница и Ждраљица.
У средњем току Лепеница тече кроз крагујевачку котлину која почиње од ушћа Ждраљице у Лепеницу до Никшића. У том делу Лепеница је дуга 20 km. Корито је у Крагујевцу регулисано, а од Никшића до Бадњевца је знатно сужење долине на северозападној страни брда Шупљаје. Од Бадњевца почиње истоимена котлина.
Од села Градца почиње доњи ток Лепенице. Ту се Лепеница код Јерининог брда сужава по други пут. Од Јерининог брда долина се шири и прелази у пространу Великоморавску долину. Одатле је Лепеница веома спора и добија одлике равничарске реке. Код Баточине је корито уређено и ширине је око 5 m. У овом месту се налази и водомерна станица. Даље Лепеница скреће ка североистоку и иде паралелно са коритом Велике Мораве. На самом ушћу у Велику Мораву ширина износи 8 m. У доњем току Лепеница са десне стране прима само Кијевачки поток, док са леве неколико мањих потока.
Лепеница је данас дугачка 48 km. Међутим, кроз историју је неколико пута мењала своју дужину. Једна од страшних поплава је била 1897. године, када је Лепеница напустила своје корито преко Лапова и Марковца и пробила себи нови ток право у Велику Мораву, како и данас тече и скратила ток за 12 km.
Почевши од извора до ушћа Лепеница пролази кроз следећа насељена места: Голочело, Драгобраћа, Корићани, Јовановац, Ботуње, Цветојевац, Милатовац, Бадњевац, Градац, Баточина и Лапово.

## Притоке
Иако није велика река, Лепеница има чак 37 притока. Најзначајније су Драчка река, Угљешница, Грошничка река, Ждраљица и Јабучка река.
Угљешница је лева, а уједно највећа и најдужа притока. Извире у Рамаћи и након 33 km се код Јовановца улива у Лепеницу. Драчка река је такође лева притока, а настаје у истоименом селу од Рогојевачког потока. Улива се близини железничке станице у Крагујевцу.
Једна од три највећих десних притока је Грпшничка река. Дугачка је 18 km и целом својом ду\ином тече кроз Крагујевачку котлину. Извире у Бајчетини, а у Лепеницу се улива у крагујевачком насељу Станово. Ждраљица је дуга око 10 km. Извире у Горњој Сабанти, а улива се у Лепеницу код железничке станице Завод у Крагујевцу. Јабучја река извире у селу Јабучје и након 9 km се улива у Лепеницу код Кормана.

## Поплаве
Изливања водотокова јављају се за време провала облака. Изливање за време топљења снега су ретки, јер се прво снег топи у нижим, а затим у вишим деловима слива. У том периоду изливање може се појавити у нерегулисаном делу Лепенице између Ресника и Бадњевца, као и у сливу реке Угљешнице.

Велики број падавина одувек је задавао проблеме становницима места кроз које протиче река Лепеница. Прва већа поплава погодила је Баточину 1820. године. Лепеница је у Крагујевцу 1825. однела чак и мост између кнежева конака и саборне цркве. Сам Кнез Милош овако описује те поплаве: 
| „ | Реке су наше не само марву у пољу находећи се, жита по широким равницама, около река, и људе у близости нашавше се, поодносила, но и куће које су подалеко од река одстојале са свим људством поодносиле, брда у пропаст срушиле, а читаве воћњаке из земље почупале и однеле. | ” |

Те су се поплаве понављале врло често, нарочито у периоду 1828–1830, када се разливена вода ледила. Зато су се Крагујевчани 1855. године договарали о регулацији Лепенице. Нарочито је Лепеница велику штету направила 1864. године. Једна од страшних поплава је била и 1897. године, када је Лепеница напустила своје корито преко Лапова и Марковца и пробила себи нови ток право у Велику Мораву, како и данас тече. Баточина је тражила после ове поплаве да се ток Лепенице регулише, али то није урађено. Због тога је уследила нова поплава 1910. године, када је Лепеница однела неколико живота.
У периоду између два светска рата прва поплава је била 1926. године када се због надошле Ждраљице и Бресничког потока излила Лепеница. Тада је уништен пут Крагујевац – Баточина као и пруга Лапово – Краљево. Чишћење блата кулуком је износило 17 дана, док је за поправку пруге било потребно још више времена. у мају 1929. године Лепеница је поплавила сва места између Крагујевца и Баточине и поново је оштећена пруга па воз није могао да саобраћа. Због обилних киша 18. маја 1932. године излила се река у Крагујевцу и поплавила део града као и пут Крагујевац – Баточина чиме је трећи пут за 6 година саобраћај био онемогућен.
Нагло отапање снега проузроковало је да се Лепеница излије код Рогота и поплави целу алувијалну раван низводно од Крагујевца до ушћа у Мораву, а најугроженији су били Баточина и Лапово. Године 1970. на нерегулисаном делу терена између Крагујевачке и Бадњевачке котлине лепеница се излила чак 15 пута.
Последња велика поплава је била у јулу 1999. године. Тада је потопљено 30 месних заједница и 48 села. Две особе у Бадњевцу су изгубиле живот.

## Галерија
- Река Лепеница у Градцу и Јеринино брдо у позадини
- Река Лепеница у Градцу
- Каскада
- Повећан водостај у Лапову
- Поплава у Баточини